# Liste der Nummer-eins-Hits in Argentinien (2023)
Diese Liste der Nummer-eins-Hits in Argentinien 2023 basiert auf den offiziellen Chartlisten der Cámara Argentina de Productores de Fonogramas y Videogramas (CAPIF), der argentinischen Landesgruppe der IFPI.

## Singles
| ← 2022 ← | Liste der Nummer-eins-Hits in Argentinien | Liste der Nummer-eins-Hits in Argentinien                                     | Liste der Nummer-eins-Hits in Argentinien | 2024 →                    |
| \| Zeitraum \| Wo. ges. \| Interpret \| Titel Autor(en) \| Zusätzliche Informationen \| \| (Zeitraum, Wochen auf Platz eins, Interpret, Titel, Autor[en], zusätzliche Informationen) \| \| \| \| \| \| ----------------------------------------------------------------------------------------- \| -------- \| ----------------------------------------------------------------------------- \| ---------------------------------------------------------------------------------------------------------------------------------------------------------------------------------------------------------------------------------------------- \| ------------------------- \| \| 23. Dezember 2022 – 12. Januar 2023 3 Wochen (insgesamt 17) \| 17 \| Manuel Turizo \| La bachata Luis Miguel Gómez Castaño, Edgar Barrera, Andrés Jael Correa Rios, Juan Diego Medina Vélez, Manuel Turizo Zapata, Miguel Andrés Martinez Perea \| – \| \| 13. Januar 2023 – 9. Februar 2023 4 Wochen \| 4 \| Bizarrap feat. Shakira \| Shakira: Bzrp Music Sessions, Vol. 53 Kevyn Mauricio Cruz Moreno, Gonzalo Julián Conde, Shakira Isabel Mebarak Ripoll, Santiago Pablo Exequiel Alvarado, Francisco Zecca \| – \| \| 10. Februar 2023 – 16. Februar 2023 1 Woche \| 1 \| Luck Ra, La K’onga & Ke Personajes \| Ya no vuelvas Juan Facundo Almenera Ordóñez, Javier Dario Sanglerman Franza, Nicolás José Cotton \| – \| \| 17. Februar 2023 – 6. April 2023 7 Wochen \| 7 \| Big One feat. Emilia & Callejero Fino \| En la intimidad (Crossover #1) Daniel Ismael Real, María Emilia Mernes Rueda, Simón Natanael Alvarenga, Mauro Ezequiel Lombardo \| – \| \| 7. April 2023 – 1. Juni 2023 8 Wochen \| 8 \| Big One feat. FMK & Ke Personajes \| Un finde (Crossover #2) Daniel Ismael Real, Enzo Ezequiel Sauthier, Julio Emanuel Noir \| – \| \| 2. Juni 2023 – 29. Juni 2023 4 Wochen \| 4 \| Lit Killah, Tiago PZK, Rusherking, María Becerra, FMK, Emilia, Duki & Big One \| Los del espacio Daniel Ismael Real, Enzo Ezequiel Sauthier, María Emilia Mernes Rueda, María de los Ángeles Becerra, Mauro Ezequiel Lombardo, Mauro Román Monzón, Thomas Nicolás Tobar, Tiago Uriel Pacheco Lezcano \| – \| \| 30. Juni 2023 – 6. Juli 2023 1 Woche \| 1 \| María Becerra \| Corazón vacio María de los Ángeles Becerra, Francisco Xavier Rosero Moreira \| – \| \| 7. Juli 2023 – 10. August 2023 5 Wochen \| 5 \| Myke Towers \| Lala Jean Carlos Hernández-Espinell, Carlos Alberto Butter Aguila, Julio Emmanuel Batista Santos, Anthony Edward Ralph Parrilla Medina, José M. Reyes Díaz, Siggy Vázquez Rodriguez, Orlando Jovani Cepeda Matos, Michael Anthony Torres Monge \| – \| \| 11. August 2023 – 31. August 2023 3 Wochen \| 3 \| BM \| Ni una ni dos Brian Joel Martignone, Francisco Gaston Vega \| – \| \| 1. September 2023 – 5. Oktober 2023 5 Wochen (insgesamt 18) \| 18 \| Luck Ra feat. BM \| La morocha Renzo Luca Chiumiento, Gonzalo Ezequiel Fontana, Javier Dario Sanglerman Franza, Juan Facundo Almenara Ordóñez, Brian Joel Martignone \| – \| \| 6. Oktober 2023 – 12. Oktober 2023 1 Woche \| 1 \| Bizarrap feat. Milo J \| Milo J: Bzrp Music Sessions, Vol. 57 Camilo Joaquín Villarruel, Gonzalo Julián Conde, Santiago Pablo Exequiel Alvarado \| – \| \| 13. Oktober 2023 – 11. Januar 2024 13 Wochen (insgesamt 18) \| 18 \| Luck Ra feat. BM \| La morocha Renzo Luca Chiumiento, Gonzalo Ezequiel Fontana, Javier Dario Sanglerman Franza, Juan Facundo Almenara Ordóñez, Brian Joel Martignone \| – \| |                                           |                                                                               | |                           |
| ← 2022 |                                           |                                                                               | | → 2024 →                  |
| Zeitraum | Wo. ges.                                  | Interpret                                                                     | Titel Autor(en) | Zusätzliche Informationen |
| (Zeitraum, Wochen auf Platz eins, Interpret, Titel, Autor[en], zusätzliche Informationen) |                                           |                                                                               | |                           |
| 23. Dezember 2022 – 12. Januar 2023 3 Wochen (insgesamt 17) | 17                                        | Manuel Turizo                                                                 | La bachata Luis Miguel Gómez Castaño, Edgar Barrera, Andrés Jael Correa Rios, Juan Diego Medina Vélez, Manuel Turizo Zapata, Miguel Andrés Martinez Perea                                                                                      | –                         |
| 13. Januar 2023 – 9. Februar 2023 4 Wochen | 4                                         | Bizarrap feat. Shakira                                                        | Shakira: Bzrp Music Sessions, Vol. 53 Kevyn Mauricio Cruz Moreno, Gonzalo Julián Conde, Shakira Isabel Mebarak Ripoll, Santiago Pablo Exequiel Alvarado, Francisco Zecca                                                                       | –                         |
| 10. Februar 2023 – 16. Februar 2023 1 Woche | 1                                         | Luck Ra, La K’onga & Ke Personajes                                            | Ya no vuelvas Juan Facundo Almenera Ordóñez, Javier Dario Sanglerman Franza, Nicolás José Cotton | –                         |
| 17. Februar 2023 – 6. April 2023 7 Wochen | 7                                         | Big One feat. Emilia & Callejero Fino                                         | En la intimidad (Crossover #1) Daniel Ismael Real, María Emilia Mernes Rueda, Simón Natanael Alvarenga, Mauro Ezequiel Lombardo | –                         |
| 7. April 2023 – 1. Juni 2023 8 Wochen | 8                                         | Big One feat. FMK & Ke Personajes                                             | Un finde (Crossover #2) Daniel Ismael Real, Enzo Ezequiel Sauthier, Julio Emanuel Noir | –                         |
| 2. Juni 2023 – 29. Juni 2023 4 Wochen | 4                                         | Lit Killah, Tiago PZK, Rusherking, María Becerra, FMK, Emilia, Duki & Big One | Los del espacio Daniel Ismael Real, Enzo Ezequiel Sauthier, María Emilia Mernes Rueda, María de los Ángeles Becerra, Mauro Ezequiel Lombardo, Mauro Román Monzón, Thomas Nicolás Tobar, Tiago Uriel Pacheco Lezcano                            | –                         |
| 30. Juni 2023 – 6. Juli 2023 1 Woche | 1                                         | María Becerra                                                                 | Corazón vacio María de los Ángeles Becerra, Francisco Xavier Rosero Moreira | –                         |
| 7. Juli 2023 – 10. August 2023 5 Wochen | 5                                         | Myke Towers                                                                   | Lala Jean Carlos Hernández-Espinell, Carlos Alberto Butter Aguila, Julio Emmanuel Batista Santos, Anthony Edward Ralph Parrilla Medina, José M. Reyes Díaz, Siggy Vázquez Rodriguez, Orlando Jovani Cepeda Matos, Michael Anthony Torres Monge | –                         |
| 11. August 2023 – 31. August 2023 3 Wochen | 3                                         | BM                                                                            | Ni una ni dos Brian Joel Martignone, Francisco Gaston Vega | –                         |
| 1. September 2023 – 5. Oktober 2023 5 Wochen (insgesamt 18) | 18                                        | Luck Ra feat. BM                                                              | La morocha Renzo Luca Chiumiento, Gonzalo Ezequiel Fontana, Javier Dario Sanglerman Franza, Juan Facundo Almenara Ordóñez, Brian Joel Martignone                                                                                               | –                         |
| 6. Oktober 2023 – 12. Oktober 2023 1 Woche | 1                                         | Bizarrap feat. Milo J                                                         | Milo J: Bzrp Music Sessions, Vol. 57 Camilo Joaquín Villarruel, Gonzalo Julián Conde, Santiago Pablo Exequiel Alvarado | –                         |
| 13. Oktober 2023 – 11. Januar 2024 13 Wochen (insgesamt 18) | 18                                        | Luck Ra feat. BM                                                              | La morocha Renzo Luca Chiumiento, Gonzalo Ezequiel Fontana, Javier Dario Sanglerman Franza, Juan Facundo Almenara Ordóñez, Brian Joel Martignone                                                                                               | –                         |

## Jahreshitparade
| ← 2022 ← | Liste der Nummer-eins-Hits in Argentinien | Liste der Nummer-eins-Hits in Argentinien | Liste der Nummer-eins-Hits in Argentinien | 2024 →   |
| \| Position# \| Singles \| \| --------- \| ------------------------------------------------------------------------------------------------------------------------------------------------------------------------------------------------------------------------------------------------------------------------------------------------- \| \| 1 \| Un finde (Crossover #2) Big One feat. FMK & Ke Personajes Daniel Ismael Real, Enzo Ezequiel Sauthier, Julio Emanuel Noir \| \| 2 \| Ya no vuelvas Luck Ra, La K’onga & Ke Personajes Juan Facundo Almenera Ordóñez, Javier Dario Sanglerman Franza, Nicolás José Cotton \| \| 3 \| En la intimidad (Crossover #1) Big One feat. Emilia & Callejero Fino Daniel Ismael Real, María Emilia Mernes Rueda, Simón Alvarenga \| \| 4 \| M.A (Mejores amigos) BM (prod. Phontana) Gonzalo Ezequiel Fontana, Brian Joel Martignone \| \| 5 \| Los del espacio Lit Killah, Tiago PZK, Rusherking, María Becerra, FMK, Emilia, Duki & Big One Daniel Ismael Real, Enzo Ezequiel Sauthier, María Emilia Mernes Rueda, María de los Ángeles Becerra, Mauro Ezequiel Lombardo, Mauro Román Monzón, Thomas Nicolás Tobar, Tiago Uriel Pacheco Lezcano \| \| 6 \| Pobre corazón Ke Personajes feat. Onda Sabanera Daniel Velázquez \| \| 7 \| Rara vez Milo J (prod. Taiu) Camilo Joaquín Villarruel, Marcos Miguel Romero Rodriguez, Tomas Atkinson, Taiel Laureano Cournou Heredia, Tomás Manuel Villarrazo \| \| 8 \| Adiós María Becerra María de los Ángeles Becerra, Nicolás José Cotton \| \| 9 \| La morocha Luck Ra feat. BM Renzo Luca Chiumiento, Gonzalo Ezequiel Fontana, Javier Dario Sanglerman Franza, Juan Facundo Almenara Ordóñez, Brian Joel Martignone \| \| 10 \| Corazón vacio María Becerra María de los Ángeles Becerra, Francisco Xavier Rosero Moreira \| | |                                           |                                           |          |
| ← 2022 | |                                           |                                           | → 2024 → |
| Position# | Singles |                                           |                                           |          |
| 1 | Un finde (Crossover #2) Big One feat. FMK & Ke Personajes Daniel Ismael Real, Enzo Ezequiel Sauthier, Julio Emanuel Noir |                                           |                                           |          |
| 2 | Ya no vuelvas Luck Ra, La K’onga & Ke Personajes Juan Facundo Almenera Ordóñez, Javier Dario Sanglerman Franza, Nicolás José Cotton |                                           |                                           |          |
| 3 | En la intimidad (Crossover #1) Big One feat. Emilia & Callejero Fino Daniel Ismael Real, María Emilia Mernes Rueda, Simón Alvarenga |                                           |                                           |          |
| 4 | M.A (Mejores amigos) BM (prod. Phontana) Gonzalo Ezequiel Fontana, Brian Joel Martignone |                                           |                                           |          |
| 5 | Los del espacio Lit Killah, Tiago PZK, Rusherking, María Becerra, FMK, Emilia, Duki & Big One Daniel Ismael Real, Enzo Ezequiel Sauthier, María Emilia Mernes Rueda, María de los Ángeles Becerra, Mauro Ezequiel Lombardo, Mauro Román Monzón, Thomas Nicolás Tobar, Tiago Uriel Pacheco Lezcano |                                           |                                           |          |
| 6 | Pobre corazón Ke Personajes feat. Onda Sabanera Daniel Velázquez |                                           |                                           |          |
| 7 | Rara vez Milo J (prod. Taiu) Camilo Joaquín Villarruel, Marcos Miguel Romero Rodriguez, Tomas Atkinson, Taiel Laureano Cournou Heredia, Tomás Manuel Villarrazo |                                           |                                           |          |
| 8 | Adiós María Becerra María de los Ángeles Becerra, Nicolás José Cotton |                                           |                                           |          |
| 9 | La morocha Luck Ra feat. BM Renzo Luca Chiumiento, Gonzalo Ezequiel Fontana, Javier Dario Sanglerman Franza, Juan Facundo Almenara Ordóñez, Brian Joel Martignone |                                           |                                           |          |
| 10 | Corazón vacio María Becerra María de los Ángeles Becerra, Francisco Xavier Rosero Moreira |                                           |                                           |          |